# Claudine Schaul
Pour les articles homonymes, voir Schaul.
Claudine Schaul (née le 20 août 1983 à Luxembourg) est une joueuse de tennis luxembourgeoise, professionnelle depuis 2002.
La plus grande performance de sa carrière intervient en 2004 aux Internationaux de Strasbourg lorsque, 66e au classement WTA, elle bat en finale Lindsay Davenport, alors tête de série numéro un et quatrième joueuse mondiale. Elle se hisse au 41e rang à l'issue de la compétition, le meilleur classement de sa carrière. Un peu plus tôt la même année, associée à Jelena Kostanić, elle s'impose aussi en double dames au Classic de Canberra.
Claudine Schaul a atteint deux fois consécutivement le troisième tour d'un tournoi du Grand Chelem (à l'US Open 2003 et à l'Open d'Australie 2004), ses six tentatives suivantes (les dernières) se soldant à chaque fois par une élimination au premier tour.

## Palmarès

### Titre en simple dames
| No | Date       | Nom et lieu du tournoi                   | Catégorie | Dotation  | Surface      | Finaliste         | Score         |          |
| -- | ---------- | ---------------------------------------- | --------- | --------- | ------------ | ----------------- | ------------- | -------- |
| 1  | 17/05/2004 | Internationaux de Strasbourg, Strasbourg | Tier III  | 170 000 $ | Terre (ext.) | Lindsay Davenport | 2-6, 6-0, 6-3 | Parcours |

### Finale en simple dames
Aucune

### Titre en double dames
| No | Date       | Nom et lieu du tournoi            | Catégorie | Dotation  | Surface    | Partenaire      | Finalistes                  | Score     |          |
| -- | ---------- | --------------------------------- | --------- | --------- | ---------- | --------------- | --------------------------- | --------- | -------- |
| 1  | 12/01/2004 | Canberra Women’s Classic Canberra | Tier V    | 110 000 $ | Dur (ext.) | Jelena Kostanić | Caroline Dhenin Lisa McShea | 6-4, 7-63 | Parcours |

### Finales en double dames
| No | Date       | Nom et lieu du tournoi            | Catégorie | Dotation  | Surface      | Vainqueures                   | Partenaire      | Score    |          |
| -- | ---------- | --------------------------------- | --------- | --------- | ------------ | ----------------------------- | --------------- | -------- | -------- |
| 1  | 14/06/2004 | Ordina Open Bois-le-Duc           | Tier III  | 170 000 $ | Gazon (ext.) | Lisa McShea Milagros Sequera  | Jelena Kostanić | 7-6, 6-3 | Parcours |
| 2  | 12/07/2004 | Bank of the West Classic Stanford | Tier II   | 585 000 $ | Dur (ext.)   | Eléni Daniilídou Nicole Pratt | Iveta Benešová  | 6-2, 6-4 | Parcours |

## Parcours en Grand Chelem

### En simple dames
| Année | Open d'Australie | Open d'Australie | Internationaux de France | Internationaux de France | Wimbledon       | Wimbledon         | US Open         | US Open       |
| ----- | ---------------- | ---------------- | ------------------------ | ------------------------ | --------------- | ----------------- | --------------- | ------------- |
| 2003  | -                | -                | -                        | -                        | -               | -                 | 3e tour (1/16)  | Dinara Safina |
| 2004  | 3e tour (1/16)   | Alicia Molik     | 1er tour (1/64)          | Mary Pierce              | 1er tour (1/64) | Jennifer Capriati | 1er tour (1/64) | Lindsay Lee   |
| 2005  | 1er tour (1/64)  | Marion Bartoli   | 1er tour (1/64)          | Émilie Loit              | 1er tour (1/64) | Séverine Beltrame | -               | -             |

À droite du résultat, l’ultime adversaire.

### En double dames
| Année | Open d'Australie            | Open d'Australie        | Internationaux de France    | Internationaux de France | Wimbledon | Wimbledon | US Open                    | US Open                  |
| ----- | --------------------------- | ----------------------- | --------------------------- | ------------------------ | --------- | --------- | -------------------------- | ------------------------ |
| 2004  | -                           | -                       | 1er tour (1/32) S. Cohen    | Tina Križan K. Srebotnik | -         | -         | 2e tour (1/16) J. Kostanić | Cara Black Rennae Stubbs |
| 2005  | 1er tour (1/32) J. Kostanić | Cara Black Liezel Huber | 1er tour (1/32) J. Kostanić | Cara Black Liezel Huber  | -         | -         | -                          | -                        |

Sous le résultat, la partenaire ; à droite, l’ultime équipe adverse.

### En double mixte
| Année | Open d'Australie | Open d'Australie | Internationaux de France | Internationaux de France | Wimbledon                     | Wimbledon              | US Open | US Open |
| 2004  | -                | -                | -                        | -                        | 1er tour (1/32) Martín García | Amanda Janes J. Marray | -       | -       |

Sous le résultat, le partenaire ; à droite, l’ultime équipe adverse.

## Parcours aux Jeux olympiques

### En simple dames
| # | Date       | Nom de l'olympiade           | Surface    | Résultat        | Ultime adversaire  | Score    |          |
| - | ---------- | ---------------------------- | ---------- | --------------- | ------------------ | -------- | -------- |
| 1 | 15/08/2004 | Olympic Tennis Event Athènes | Dur (ext.) | 1er tour (1/32) | Daniela Hantuchová | 6-1, 6-1 | Parcours |

### En double dames
| # | Date       | Nom de l'olympiade           | Surface    | Résultat        | Partenaire  | Ultimes adversaires              | Score          |          |
| - | ---------- | ---------------------------- | ---------- | --------------- | ----------- | -------------------------------- | -------------- | -------- |
| 1 | 15/08/2004 | Olympic Tennis Event Athènes | Dur (ext.) | 1er tour (1/16) | Anne Kremer | Catalina Castaño Fabiola Zuluaga | 7-67, 2-6, 9-7 | Parcours |

## Classements WTA en fin de saison

### En simple
| Année | 1999 | 2000 | 2001 | 2002 | 2003 | 2004 | 2005 | 2006 | 2007 | 2008 | 2009 | 2010 | 2011 | 2012 |
| Rang  | 557  | 356  | 261  | 132  | 81   | 61   | 165  | 195  | 515  | 389  | 388  | 995  | -    | 778  |

Source : (en) « Classements de Claudine Schaul », sur le site officiel du WTA Tour

### En double
| Année | 1999 | 2000 | 2001 | 2002 | 2003 | 2004 | 2005 | 2006 | 2007 | 2008 | 2009 | 2010 | 2011 | 2012 |
| Rang  | 287  | 287  | 913  | 257  | 267  | 71   | 230  | 273  | 209  | 297  | 390  | -    | -    | 815  |

Source : (en) « Classements de Claudine Schaul », sur le site officiel du WTA Tour

## Hors des courts
Le 14 novembre 2012 elle a été condamnée pour consommation et possession de drogue pour un tiers à 18 mois de prison avec sursis.